# Дексип
Публий Херений Дексип (на гръцки: Πούμπλιος Ερρένιος Δέξιππος; на латински: Publius Herennius Dexippus; ок. 210 г. – † 273 или 275 г.), е гръцки  (гръко-римски) историк и политик от втората половина на 3 век. Макар че от неговите исторически произведение са останали само малко фрагменти, той се смята за един от най-значимите историци за своето време.

## Биография
Дексип е роден ок. 210 г. в Атина. Произхожда от заможно и влиятелно семейство. Той е избран за главен магистрат в Атина по времето на варварските нашествия в средата на III век.
През 267 г. се отличава в борбата срещу настъпващите херули, които обсаждат Атина. Дексип събира гражданско опълчение (милиция) и спира инвазията.

## Произведения
Дексип е автор на исторически трудове, от които са известни фрагменти:
1.Събития след Александър Велики (Τα μετά 'Αλέξανδρον) – история за времето на Диадохите в четири книги, базирана върху книгите на Ариан за това време.
2.Хроника (Χρονικά, Chronika Historia) – историческа хроника в дванадесет книги. Обхваща периода от митологичното основаване на Рим до управлението на император Клавдий Готски (268 – 270 г.).
3. Скитика (Σκυθικά, Skythika) – съчинение за войните на Рим с нахлуващите готи. Обхваща периода от 238 до 272/274 г. В това произведение Дексип заимства от стилистичния модел на Тукидид.